# El Jardín, Ocozocoautla de Espinosa
El Jardín är en ort i Mexiko.   Den ligger i kommunen Ocozocoautla de Espinosa och delstaten Chiapas, i den sydöstra delen av landet, 700 km öster om huvudstaden Mexico City. El Jardín ligger 855 meter över havet och antalet invånare är 104.
Terrängen runt El Jardín är kuperad, och sluttar norrut. Runt El Jardín är det ganska tätbefolkat, med 58 invånare per kvadratkilometer. Närmaste större samhälle är Ocozocoautla de Espinosa, 12,4 km söder om El Jardín. I omgivningarna runt El Jardín växer i huvudsak städsegrön lövskog.